# Кова (Муромачи период)
Кова (弘和) је јапанска ера (ненко) Јужног двора током првог раздобља Муромачи периода, познатог још и као Нанбокучо период. Настала је после Тенџу и пре Генчу ере. Временски је трајала од фебруара 1381. до априла 1384. године. Владајући монарх на Јужном двору био је цар Чокеи док је на Северном то био цар Го Енју и цар Го Комацу.

## Еквивалентне ере Северног двора
- Еитоку (1381–1384)

## Важнији догађаји Кова ере
- 1381. (Кова 1): Цар одлази на пут како би посетио Ашикагу Јошимицуа у свом дому у Муромачију.[3]
- 1381. (Кова 1): Дворски кампаку Ниџо Јошимото добија нову позицију „даиџо даиџина“ док Ашикага Јошимицу у својој двадесетчетвртој години добија позицију „надаиџина“.[3]
- 1382. (Кова 2): Јошимицу постаје „садаиџин“ а неколико дана касније и генерал левице (садаишо). У истом периоду Фуџивара но Санетоки постаје „надаиџин“.[3]
- 1383. (Кова 3): Цар Го Камејама постаје нови владар Јужног двора.[4]